# Marija Jaremtjuk
Marija Nazarivna Jaremtjuk (ukrainsk: Марія Назарівна Яремчук, engelsk translitteration: Mariya Nazarivna Yaremchuk, født 2. marts 1993) er en ukrainsk sangerinde. Hun repræsenterede Ukraine ved Eurovision Song Contest 2014 med nummeret "Tick-Tock", der opnåede en sjetteplads.

## Biografi
Jaremtjuk er født den 2. marts 1993 i Tjernivtsi, Ukraine som datter af sangeren Nazarij Jaremtjuk. Jaremtjuk har en ældre halvsøster, Vera, fra sin mors første ægteskab, samt to ældre brødre fra sin fars side, Dmytro og Nazarij. Hun har sunget siden hun var seks år gammel.
Hun deltog i 2012 i den internationale sangerkonkurrence New Wave 2012, hvor hun opnåede en tredjeplads. Den 23. december 2012 deltog hun i Evrobatjennja 2013, den ukrainske forhåndsudvælgelse til Eurovision Song Contest 2013, med sangen "Imagine". Den opnåede en femteplads med 30 point. Året efter, den 21. december 2013, vandt hun den ukrainske finale med sangen "Tick-Tock". Sangen kvalificerede sig til finalen ved Eurovision Song Contest 2014 i København den 10. maj, hvor den opnåede en sjetteplads.